# Юнко сірий
Юнко сірий (Junco hyemalis) - вид горобцеподібних птахів роду юнко родини Passerellidae, досить поширений у помірних широтах Північної Америки, влітку мігрує далеко на північ аж до Арктики. Вид дуже поліморфний.

## Морфологічні ознаки
Великий темний згори і світлий знизу горобець із коротким конічним дзьобом і середньої довжини хвостом. Дорослі особини з однотонним, контрастним, без смужок і штрихів, темносірим або бурувато-сірим забарвленням верху, крил і вола та білим контрастним низом. Самці як правило темні, а самиці та ювенільні особини мають буруваті підпалини та більш світлу сіру барву, яка також значно варіює у підвидів, деякі з яких мають виразно чорні голову і груди. Ювенільні особини можуть мати смужки та штрихи на верхній частині, а також світло-сірий низ. Вважається, що старші юнко мають більш чисто-білий спід.

## Цікаві факти
Однією з англійських вернакулярних назв юнко сірого — (англ. Snowbirds, співзвучне з українським «снігурі») — називається підрозділ Королівських військово-повітряних сил Канади, який базується на військовому аеродромі в Мус-Джо, провінція Саскачеван і призначений для демонстраційних польотів з груповим виконанням фігур пілотажу. Цю назву придумали на своєму занятті учні місцевої початкової школи у 1971 році.